# Frontera entre China y Laos
La frontera entre China y Laos es el lindero internacional que separa los territorios de la China (provincia de Yunnan) de los de Laos (provincias de Luang Namtha, Oudomxay y Phongsali). Su longitud es de 475 km, entre el trifinio con Birmania, al oeste, y el de Vietnam, al este.

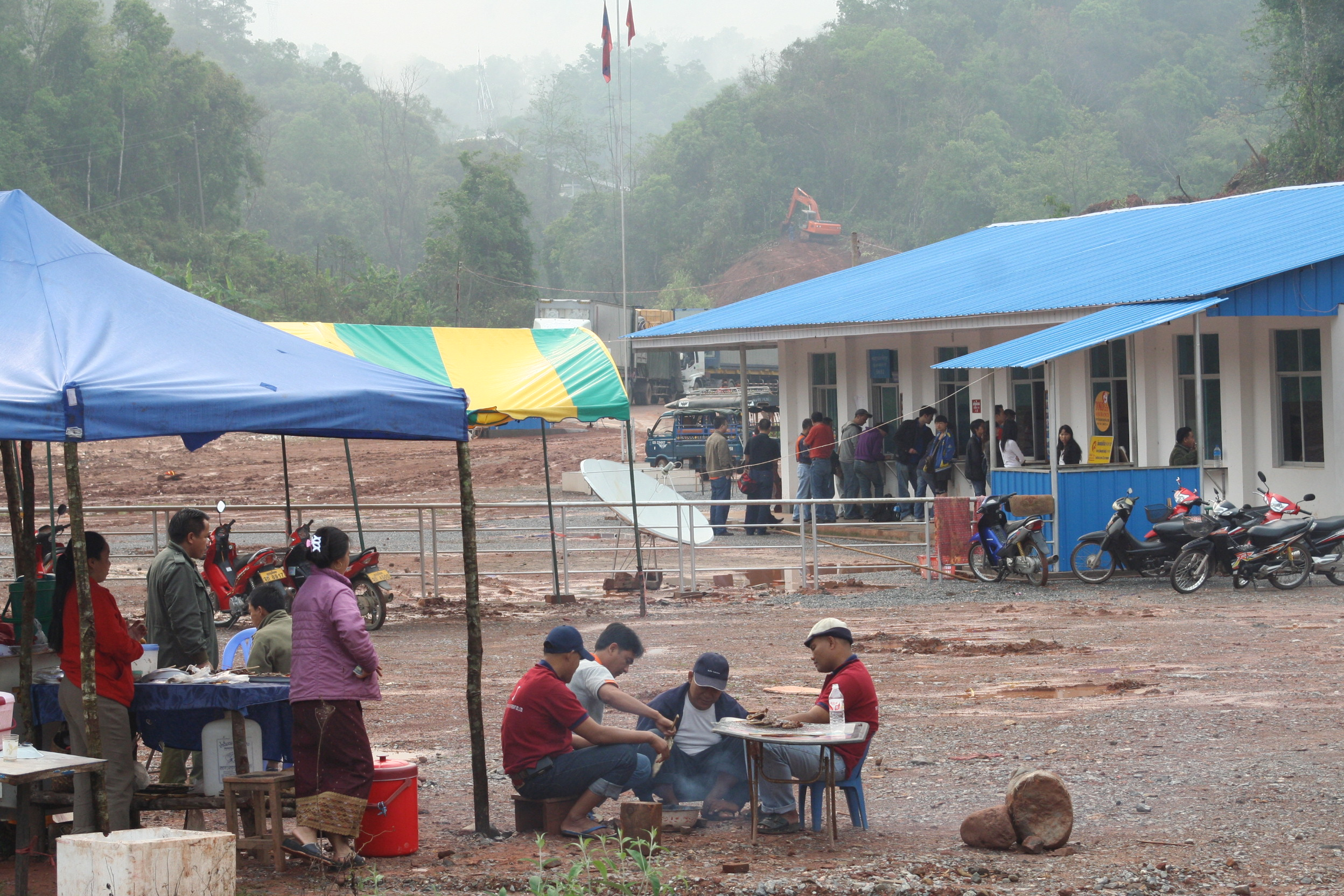
Paso fronterizo de Boten, en la provincia de Luang Namtha.

Laos obtuvo una independencia parcial de Francia en 1949, en el mismo momento en que Mao Zedong estableció la República Popular China tras derrotar al gobierno nacionalista de Chiang Kai Shek en la guerra civil china. En consecuencia, la adaptación de China de los principios del estalinismo en forma de maoísmo influyó en la política laosiana, alimentando sus demandas de independencia total de Francia, que se concedió en 1953. Junto con China, Laos se involucró en la guerra de Vietnam desde 1964. En ese momento se estableció oficialmente la frontera entre el país y la República Popular de China.